# Chiesa di Maria Santissima del Carmine (Castellammare di Stabia)
La chiesa di Maria Santissima del Carmine è una chiesa situata nel centro di Castellammare di Stabia; è sede parrocchiale e regge anche la chiesa di San Francesco Saverio.

## Storia e struttura
La costruzione di una prima chiesa risale al 1870 e la sua consacrazione avvenne nel 1872; nel 1935 una violenta alluvione colpi la città stabiese portando notevoli danni anche alla chiesa, la quale fu completamente restaurata nel 1937, anno in cui fu elevata a parrocchia. Nel 1977 la vecchia struttura fu abbattuta e nel giro di poco tempo riedificata.
La facciata della chiesa si presenta divisa in due da una trabeazione: la parte inferiore, più ampia rispetto a quella superiore, è caratterizzata da tre lesene, che la dividono in tre parti, ognuna con portale d'ingresso e diverse finestre, precisamente due in quelle laterali ed una più grande in quella centrale. La parte superiore invece reca semplicemente un lucernaio e termina a timpano; inglobata nella facciata è il campanile. L'interno è simile ad una grossa sala, soppalcata sul lato destro, per accogliere più fedeli: sull'altare maggiore, tutto in travertino rosso, è posta una tela del XIX secolo, dedicato alla Madonna del Carmine; il tabernacolo in argento, risalente al 1978, è decorato con una raffigurazione della Sacra Famiglia. Tra le varie opere d'arte conservate nella chiesa e nei locali parrocchiali, si ricordano due vetrate a mosaico, in cristallo, del 1978, che raffigurano lo Spirito Santo e l'Eucaristia, opera di Salvatore Raino, le quattordici stazioni della Via Crucis in marmo, realizzate da Ugo Matania, una statua lignea di San Catello, del XIX secolo ed una tela raffigurante lo Sposalizio mistico di Santa Caterina, di Andrea Vaccaro.